# Funivia del Terminilluccio
La funivia del Terminilluccio è un impianto funiviario che collega la località turistica di Pian de' Valli alla cima del monte Terminilluccio, versante occidentale del Monte Terminillo (Monti Reatini): fa parte degli impianti di risalita della stazione sciistica occidentale del Terminillo.

## Storia
Con la realizzazione della strada che sale da Rieti a Campoforogna, in breve tempo sorsero numerose strutture ricettive: nel 1936 viene aperto il primo albergo, il Savoia, seguito nel 1939 dal Roma. Grazie all'azione del principe Ludovico Potenziani, la stazione occidentale del Terminillo si dotò ben presto anche di impianti di risalita: nel 1934 fu costituita la Società Anonima Funivie del Terminillo (spin-off dell'industria bellica Società Romana Costruzioni Meccaniche di cui Potenziani era presidente), che progettò di costruire tre funivie sul Terminillo (Pian de Valli-Terminilluccio, Campoforogna-Terminilluccio, e Terminilluccio-Terminilletto), per un investimento totale di quattro milioni di lire. Di queste fu infine realizzata, a cura della società Ceretti & Tanfani, solo la prima, che venne inaugurata il 26 gennaio 1938 alla presenza di importanti autorità civili e religiose.

## Galleria d'immagini

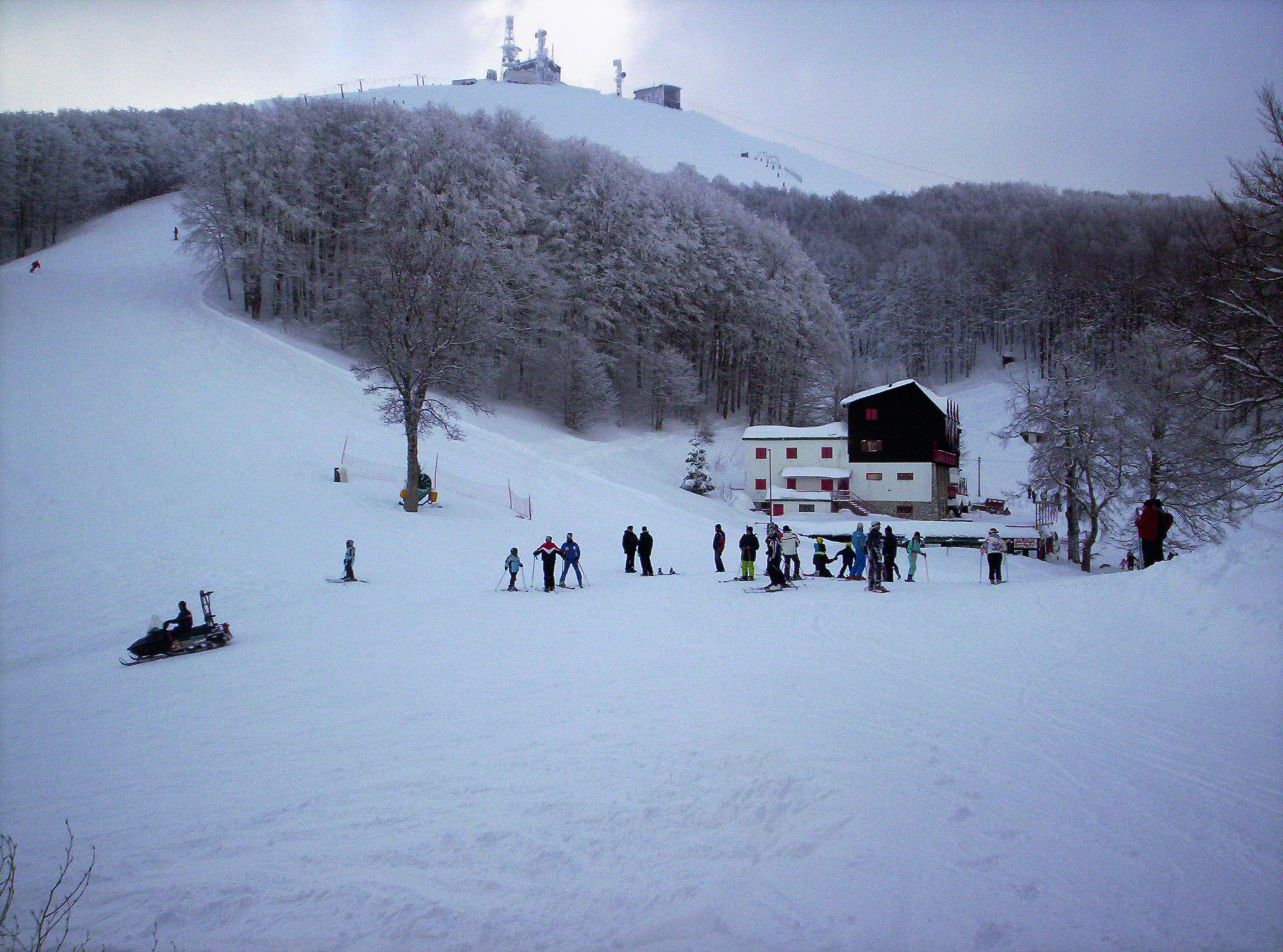
Vista da Pian de' Valli
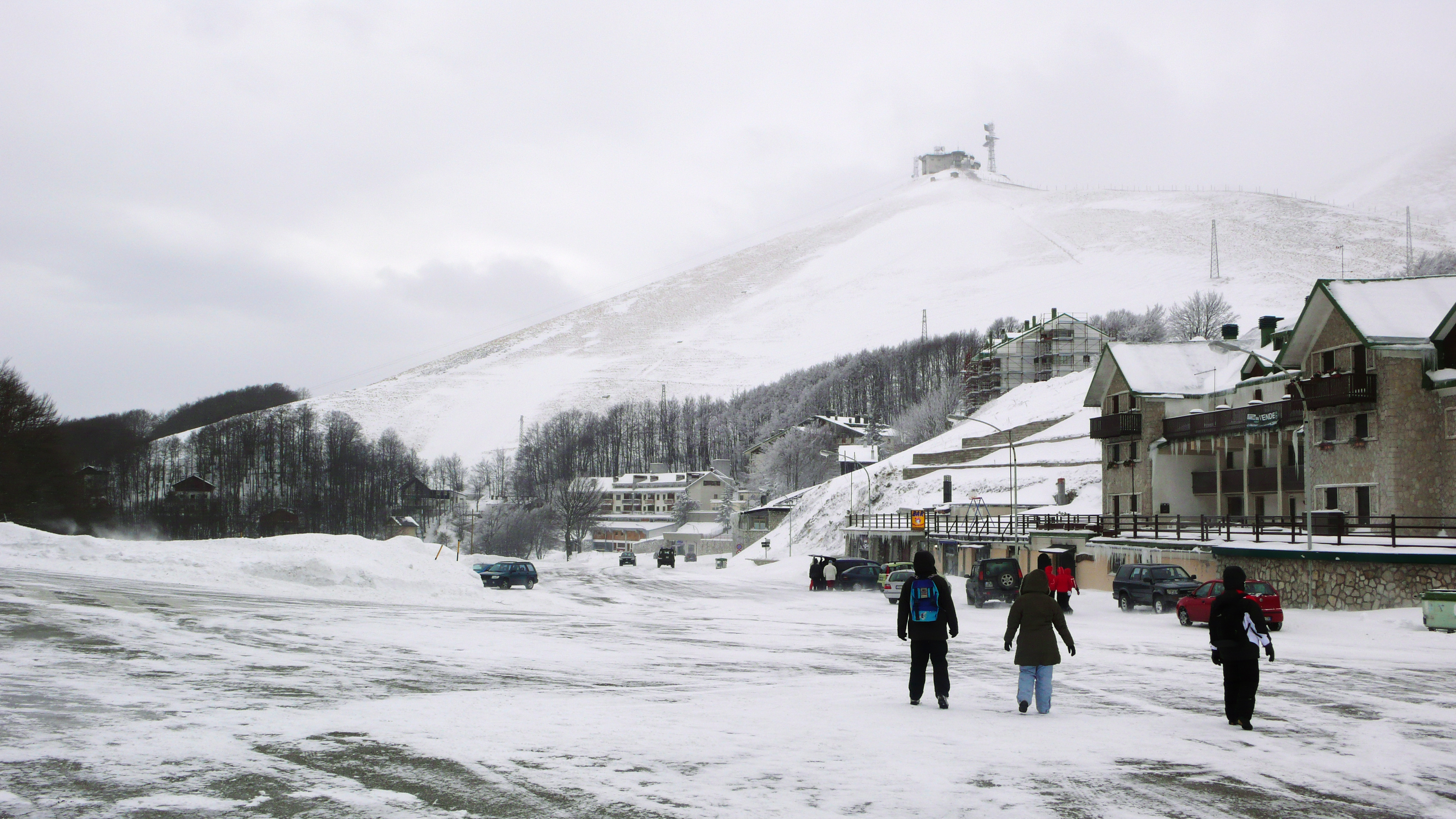
Vista da Campoforogna
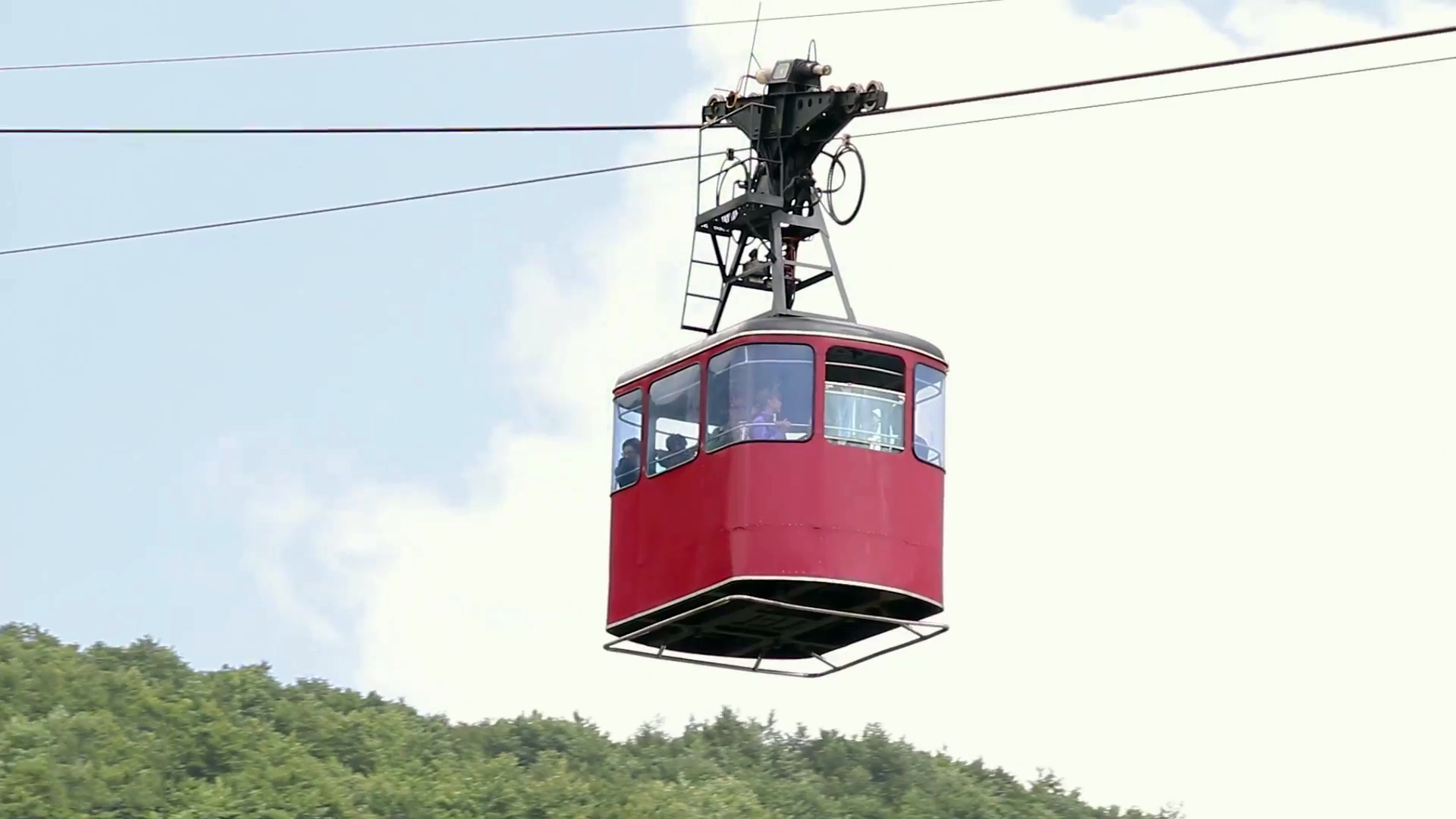
Cabina della funivia
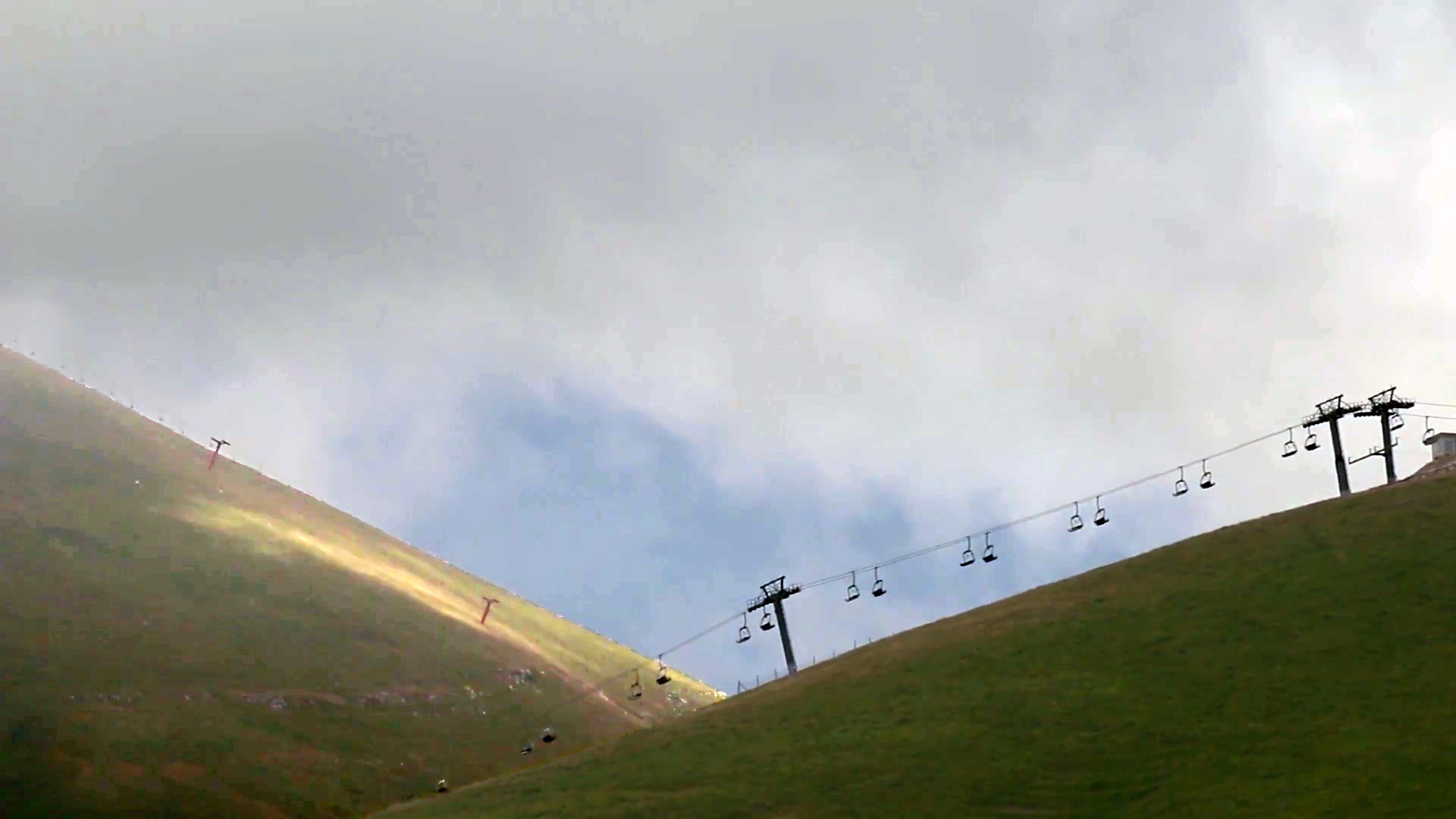
Seggiovia sul Monte Terminilluccio